# Ambiofoni
Ambiofoni är en ljudåtergivningsmetod där fokus på att återskapa ljudet i rummet med upplevelse av ljud från alla håll. Idag används ambiofoni också som synonym till surroundljud men tidigare har det funnits andra tekniker. Gemensamt för dessa är att ljudet har en djupdimension som framhäver rumsakustiken.
Under tidigt 1970-talet användes ambiofoni som synonym till kvadrofoni eller fyrkanals-stereo. Dit kunde även tvåkanalsupptagningar via konstgjort huvud räknas. Så småningom kom ambiofoni att bli synonym för s.k. simulerad eller syntetiserad fyrkanals-stereo (med Dynacos/Scan Dynas system och efterföljare till detta). Utifrån informationen i en vanlig tvåkanalsuppagning kunde viss information om inspelningslokalens rumsakustik fås tillbaka genom att återge ljudet med fasförskjutning i två bakre högtalare. Det utvecklades emellertid också ett komplicerat system för mångkanalupptagning kallat Ambiosonics.